# Terital
Terital, o Terilene, è un marchio commerciale della Rhodiatoce (società controllata dalla Montecatini) per commercializzare le proprie fibre poliesteri, prodotte nello stabilimento di Casoria, tanto sotto forma di filo continuo che di fiocco. In genere le applicazioni erano nel sistema laniero mescolato a lana nella misura del 50% e nel sistema cotoniero nella misura del 65% Terital e 35% cotone. L'azienda per molti anni difese il Terital come marchio di qualità, mettendo anche un tracciante per riconoscerlo dagli altri poliesteri.
La denominazione Terital seguì le vicende della Rhodiatoce quando, nel 1966, quest'ultima entrò nel gruppo Montedison. Nel 1972, con l'incorporazione della Rhodiatoce nella Montefibre, venne deciso l'abbandono del marchio Terital e il poliestere venne quindi commercializzato con il nome di Poliestere Montefibre.

## Pubblicità
La pubblicità del Terital Rhodiatoce era basata sul personaggio televisivo Caio Gregorio e al suo celebre  slogan 

basato sulla funzione di garanzia offerta dal marchio di qualità.
In seguito ci si affidò al personaggio di Terry, disegnato dal fumettista Guido Crepax, noto per la celebre Valentina con lo slogan: 
 La campagna pubblicitaria non ebbe successo.